# احترام شاه‌وردی‌اف
احترام شاه‌وردی‌اف (ترکی آذربایجانی: Ehtiram Şahverdiyev؛ زادهٔ ۱ اکتبر ۱۹۹۶) بازیکن فوتبال اهل جمهوری آذربایجان است.
از باشگاه‌هایی که در آن بازی کرده‌است می‌توان به باشگاه فوتبال قبله اشاره کرد.
وی همچنین در تیم ملی فوتبال زیر ۲۱ سال جمهوری آذربایجان بازی کرده‌است.